# IC 4832
IC 4832 est une vaste galaxie spirale vue par la tranche et située dans la constellation du Télescope. Sa vitesse par rapport au fond diffus cosmologique est de 3 355 ± 39 km/s, ce qui correspond à une distance de Hubble de 49,5 ± 3,5 Mpc (∼161 millions d'al). Cette galaxie a été découverte par l'astronome américain DeLisle Stewart en 1901.
La classe de luminosité d'IC 4832 est I.

## Groupe de NGC 6753
Selon A. M. Garcia IC 4832 fait partie du groupe de NGC 6753. Ce groupe de galaxies renferme au moins sept membres : NGC 6753, NGC 6758, NGC 6780, IC 4832, IC 4856, ESO 384-26 et ESO 384-33.